# مارکوس سیگا
مارکوس سیگا (انگلیسی: Marcos Siega؛ زادهٔ ۸ ژوئن ۱۹۶۹) کارگردان، تهیه‌کننده و موسیقی‌دان اهل ایالات متحده آمریکا است.